# マリナ・ペトロヴナ
マリナ・ペトロヴナ（Марина Петровна, 1892年3月11日 - 1981年5月15日）は、ロシアの皇族。ニコライ1世の曾孫。

## 生涯
マリナはピョートル・ニコラエヴィチ大公とその妻ミリツァ・ニコラエヴナ妃との間の第1子、長女として、フランスのニースで生まれた。ペテルゴフ近郊にある父の夏の宮殿で育てられた。マリナは絵を描く才能に恵まれ、最初はヤルタの中学校から呼ばれた教師に絵を習い、その後サンクトペテルブルクでコルドフスキーという美術教授に師事した。マリヤ・パヴロヴナ大公妃は、マリナをパリ伯爵の末息子モンパンシエ公と結婚させようとしたが、実現しなかった。
第1次世界大戦中、マリナは篤志看護婦としてトラブゾン近郊に駐留するコーカサス方面軍の野営で働いた。ロシア革命後の1918年、マリナは家族とともにイギリス政府の差し向けた戦艦「マールバラ」号に乗り込んでロシアを脱出した。マリナは1927年、アレクサンドル・ゴリツィン公爵と結婚した。夫妻には子供は無かった。マリナは1981年、フランスのシス＝フール＝レ＝プラージュで亡くなった。